# 休厄爾冰川
休厄爾冰川（英語：Whewell Glacier），是南極洲的冰川，位於維多利亞地的博克格雷溫克海岸，流經韋韋爾山東坡，最終注入蜂巢冰川，美國地質調查局根據測量和該國海軍的空中照片繪入地圖，現時由南極條約體系管理。